# بابا زاهد (تشيلو)
بابا زاهد (بالفارسية: بابازاهد) هي منطقة سكنية تقع في إيران في قسم تشيلو الريفي. يقدر عدد سكانها بـ 154 نسمة في 24 أسرة حسب إحصاء سكان لسنة 2006 .